# رود ماماکان
رود ماماکان (انگلیسی: Mamakan) یک رودخانه در استان ایرکوتسک کشور روسیه است.